# Imageprograf
imagePROGRAF es el nombre de una familia de impresoras de gran formato (hasta 60 pulgadas de ancho) fabricadas por la firma japonesa Canon, que fueron lanzadas al mercado durante el año 2006. Dentro del grupo de tecnologías de impresión por inyección de tinta, las imagePROGRAF representan la evolución de los sistemas de coloración y mezcla, cuya tendencia es la de ofrecer una mayor especialización para aplicaciones concretas.

## Mercado foto-artístico
Así, para aplicaciones en fotografía, arte digital y cartelería, donde se necesita esencialmente una gama de color lo más grande posible y una alta capacidad de gradación (aspecto fotográfico), se ha pasado de un sistema de 4 colores + 2 gradaciones (Cian, Magenta, Amarillo, Negro + cian claro, magenta claro) a un sistema de mezcla que usa 7 colores + 4 gradaciones (Cian, Magenta, Amarillo, Negro, Rojo, Verde, Azul + cian claro, magenta claro, gris claro, gris medio), lo cual supone el uso simultáneo de 11 tinteros.
Además, dado que este tipo de aplicaciones requieren una cierta perdurabilidad de la imagen impresa, la formulación de las tintas usa el sistema de pigmentos (tinta pigmentada), el cual proporciona mayor resistencia a la luz que la formulación tradicional empleada en las tintas con base de agua: la tinta colorante.
Sin embargo, si bien las tintas pigmentadas proporcionan una mayor resistencia, en el caso del color negro esta ventaja no es tan importante como su rendimiento sobre soportes de impresión brillantes, donde la tinta negra de tipo colorante proporciona un negro de mayor calidad. Por este motivo, las imagePROGRAF destinadas al mercado profesional incorporan un 12º tintero para usar este tipo de negro cuando sea conveniente.
En el momento del lanzamiento, los modelos que emplean esta tecnología son las imagePROGRAF iPF5000, iPF8000 e iPF9000, con anchos de 17, 44 y 60 pulgadas respectivamente.

## Mercado técnico
Por otra parte, la necesidad de contar con impresoras de gran formato para aplicaciones técnicas de tipo CAD o GIS ha motivado otra variación en el sistema de tintas, el cual utiliza únicamente los 4 colores tradicionales sin ninguna gradación (Cian, Magenta, Amarillo y Negro). Este tipo de impresoras, conocidas tradicionalmente como trazadores o plotters, son empleadas principalmente para el dibujo de líneas, donde la gradación de los colores no es tan importante como la precisión y limpieza en el trazo. Por este motivo se han eliminado las gradaciones de Magenta y Cian, mientras que se han potenciado otras características que favorecen a estos últimos.
La formulación de las tintas en estos modelos es de tipo colorante, si bien la principal novedad es la incorporación de dos cartuchos adicionales de tinta negra pigmentada que, además de optimizar el contraste sobre papeles mate (los más usados en este tipo de aplicaciones), permite obtener lo que podríamos denominar un "negro enriquecido", que consiste en la mezcla o superposición del negro pigmentado junto con la tinta colorante Cian. Este sistema, que Canon llama "tinta reactiva", permite dibujar líneas negras más nítidas y definidas.
En el momento del lanzamiento, los modelos que emplean esta tecnología son las imagePROGRAF iPF500, iPF600 e iPF700, con anchos de 17, 24 y 36 pulgadas respectivamente.
- Datos: Q2883068